# Preah Khan (Kompong Svay)
Le Preah Khan de Kompong Svay (khmer : ព្រះខ័ននៅកំពង់ស្វាយ), Prasat Bakan (selon la prononciation locale) ou Bakan Svay Rolay est un site archéologique situé à 100 km à l'est d'Angkor, dans la province de Preah Vihear au Cambodge. Il se présente comme le plus grand complexe religieux jamais construit pendant l'ère angkorienne, car son enceinte extérieure est d'environ 5 km2, même si sa situation isolée en fait l'un des sites angkoriens les moins visités.

## Histoire
Il existe peu de données historiques sur Preah Khan Kompong Svay. Des universitaires français soutiennent qu'il a été fondé au XIe siècle, probablement par Suryavarman I:136,:95. C'est une résidence royale pendant le royaume de Suryavarman II et même Jayavarman VII a vécu ici, avant de reprendre la capitale de Yasodharapura à l'invasion des Chams en 1181 et d'améliorer le complexe.

## Redécouverte du lieu
Les premiers travaux scientifiques remontent à la seconde moitié du XIXe siècle avec les études menées par l'explorateur Louis Delaporte avec l'accord du roi du Cambodge.
De nombreuses sculptures khmères célèbres viennent de cet endroit, comme la tête putative de Jayavarman VII qui est exposée au Musée national de Phnom Penh. Les sculptures et reliefs de Preah Khan de Kompong Svay font partie des œuvres phares de l'art khmer et une sélection d'œuvres ont été envoyées en France lors d'expéditions officielles, comme celle de Louis Delaporte en 1873-1874. Plus récemment, dans les années 1970-1990, des voleurs ont largement endommagé de nombreuses structures lors du pillage des sculptures et des bas-reliefs .

## Le site
Preah Khan Kompong Svay couvre une superficie d'environ 5 kilomètres carrés, est orienté au nord-est et possède quatre enceintes concentriques. Il a été alimenté en eau par un grand baray (2,8 km par 750 m) qui est presque complètement séché à l'heure actuelle) et traverse le côté oriental:95. Sur une île artificielle (mebon) au milieu du baray se trouve Preah Thkol (khmer : ព្រះថ្កោល), un temple cruciforme en grès avec une tour centrale debout. Dans l'angle sud-est se dressent les restes de la pyramide de Preah Damrei haute de 15 mètres, avec une enceinte en latérite et deux éléphants en pierre (Damrei signifie éléphant) à ses coins supérieurs. Les deux autres éléphants sont exposés au Musée National de Phnom Penh et au Musée Guimet à Paris.
A l'intérieur de l'enceinte extérieure, au milieu du côté ouest du baray, se trouve Prasat Preah Stung (khmer : ព្រះស្ទឹង), avec une tour centrale à quatre pans dans le style du Bayon singulière, précédée d'un débarcadère à balustrades en forme de nāga. Une chaussée en latérite mène de cet endroit à une enceinte centrée, 701 m par 1 097 m, entouré d'un fossé et doté de quatre gopuras semblables à Angkor Thom. Près du gopura oriental se trouve un dharmasala.
L'enceinte intérieure en latérite contient le sanctuaire central, qui se dresse sur une plate-forme à deux niveaux. La tour centrale s'est effondrée à cause d'une tentative de pillage en 2003. Il a des entrées dans toutes les directions cardinales et est entouré par une galerie à fenêtres.

## Statut de patrimoine mondial
Ce site a été ajouté à la liste indicative du patrimoine mondial de l'UNESCO le 27 mars 2020 (initialement promulguée le 1er septembre 1992) dans la catégorie culturelle.